# Chimaphila menziesii
Chimaphila menziesii är en ljungväxtart som först beskrevs av Robert Brown och David Don, och fick sitt nu gällande namn av Spreng.. Chimaphila menziesii ingår i släktet rylar, och familjen ljungväxter. Inga underarter finns listade i Catalogue of Life.

## Bildgalleri

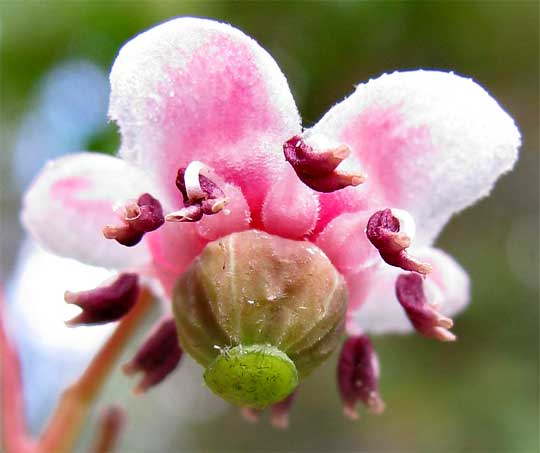
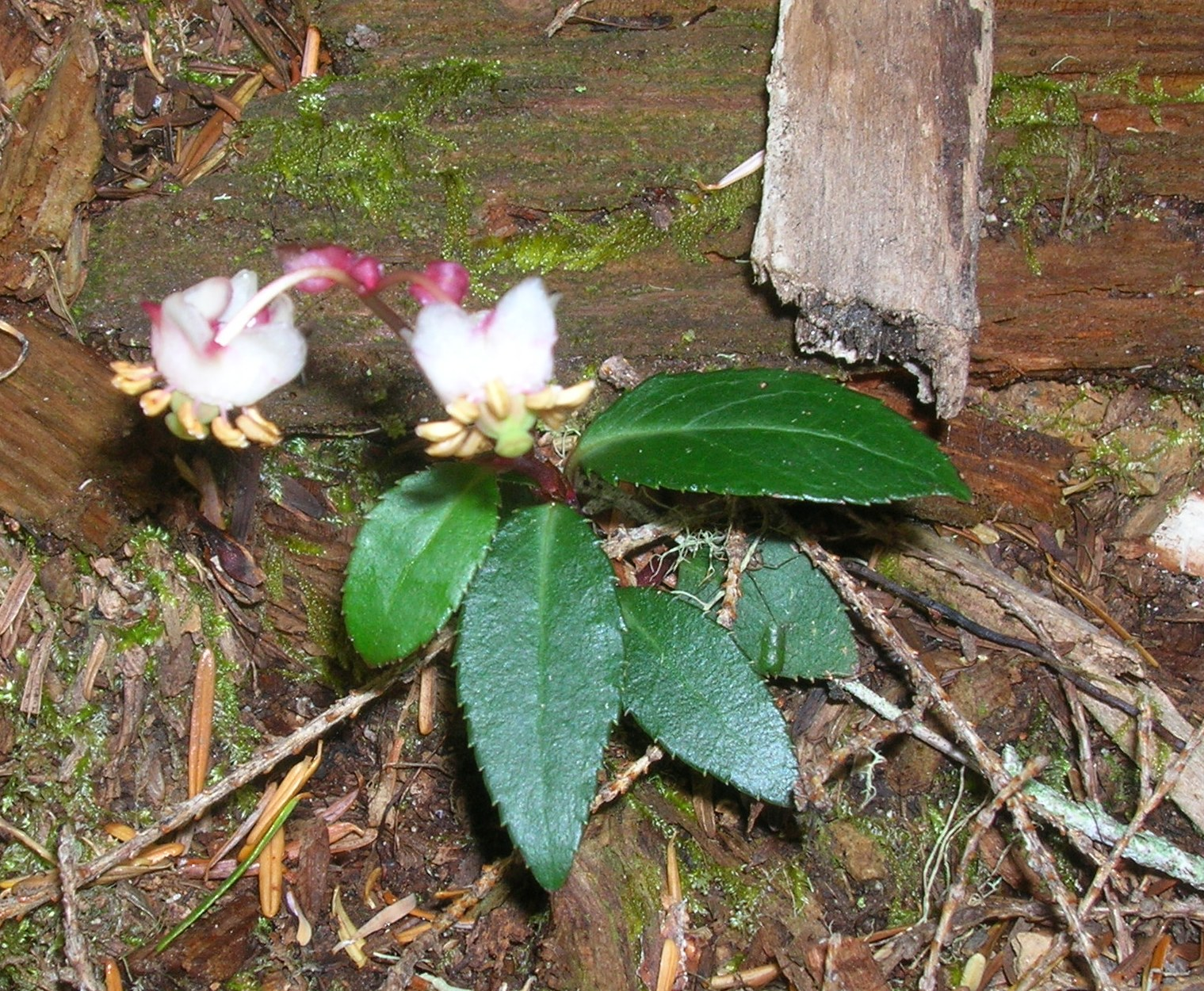
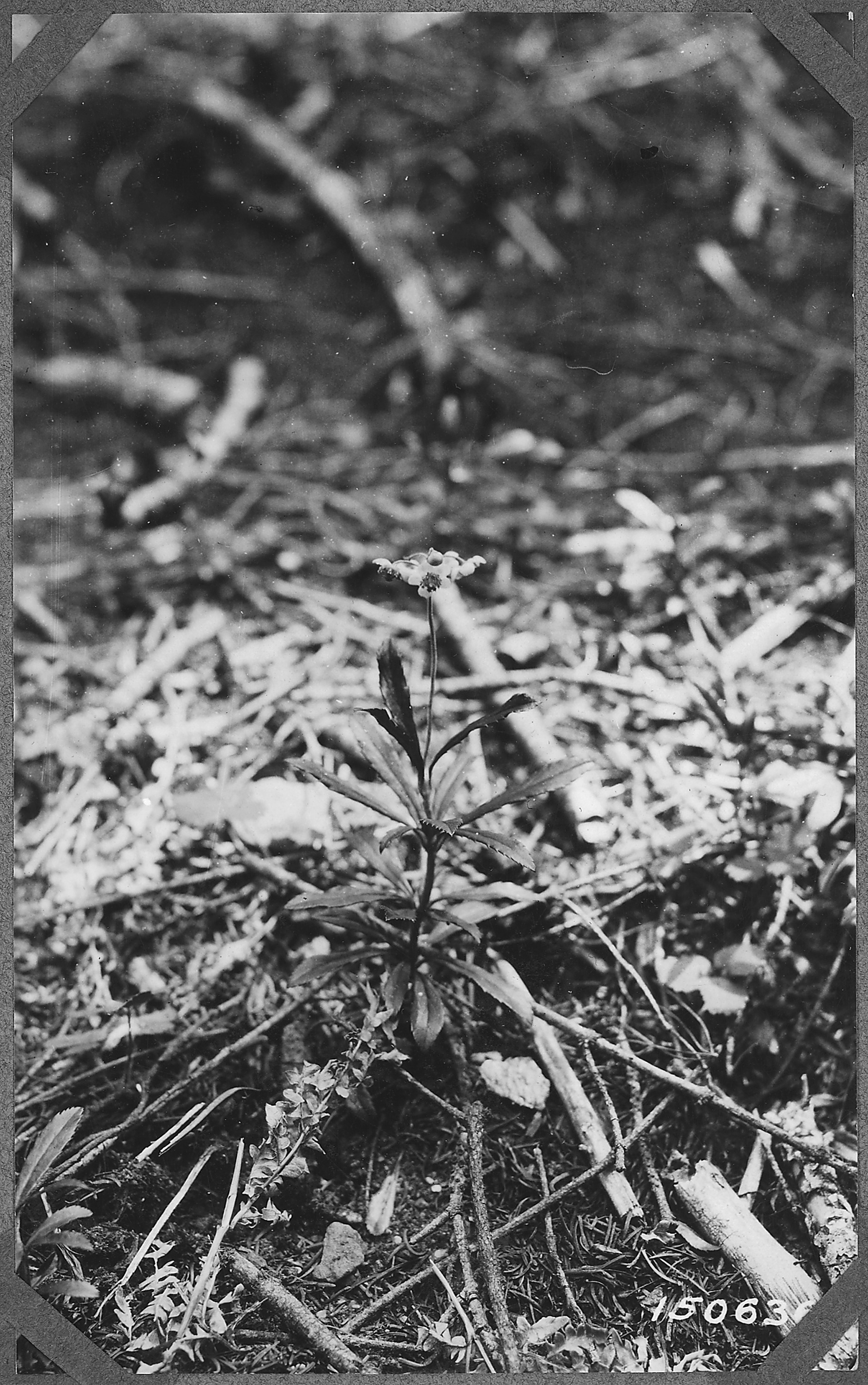